# NMS România
Vaporul NMS România a fost inițial o navă de pasageri (pachebot) construită în anul 1904 la Saint-Nazaire, la comanda Serviciului maritim român. A fost transformată în puitor de mine în anul 1942. Nava avea capacitatea de 3152 tdw, lungimea de 108 m și a fost dotată cu 4 tunuri antiaeriene de 20 mm.

NMS Romania a făcut parte din convoiul Ovidiu (împreună cu  navele de transport KT 25 și KT 26 și escortate de vânătoarele de submarine UJ-110, UJ-301, UJ-305 și distrugătorul NMS Regele Ferdinand) care a participat la "operațiunea 60 000" de evacuare a soldaților români și germani din Crimeea. A plecat  în data de 9 mai 1944 din Constanța către Herson.
La ora 07:52, pe 11 mai 1944, convoiul a fost atacat de 12 avioane sovietice Il-2 care au lovit România și au produs explozia munițiilor de la bord, nava luând foc, însă echipajul și soldații ambarcați au fost salvați. Datorită avariilor, NMS România s-a scufundat în dimineața zilei de 12 Mai.
Potrivit surselor, locul de scufundare se află la o distanță de aproximativ 5,5 Mm la vest de Capul Fiolent și sud de Sevastopol, la adâncimea de aproximativ 96 de metri.